# 林甸县
林甸县位于中华人民共和国黑龙江省西部、松嫩平原北部，是大庆市下辖的一个县。北邻富裕县、依安县，南接杜尔伯特蒙古族自治县和大庆市，西连齐齐哈尔市，东与安达市、青冈县和明水县相邻。总面积3493平方公里，縣人民政府驻地林甸镇西城街。

## 人口
根據第七次人口普查數據，截至2020年11月1日零時，林甸縣常住人口為191238人。
2010年第六次全国人口普查时全县常住人口为244578人。

## 地理
林甸县地处松嫩平原，地势平坦。草原占全县土地面积的1/3。年平均气温2.5℃，年均降水量427毫米。林甸县是黑龙江省第二大芦苇生产基地，同时还是黑龙江省重要乳品基地。林甸县有独特的特大型中低温地热田，被誉为“中国温泉之乡”、“世界温泉养生基地”。同时，扎龙湿地自然保护区也有一部分位于林甸县境内。

## 行政区划
林甸县下辖5个镇、3个乡：
林甸镇、红旗镇、花园镇、四季青镇、鹤鸣湖镇、东兴乡、宏伟乡、四合乡、林甸县长青林场、巨浪牧场、国营苇场和新兴畜牧场。

## 交通
- 301国道过境。

## 经济
2012年，林甸县全县实现地区生产总值55.6亿元，其中三次产业结构比例为31:51:18。以种植业和畜牧产为支柱产业。此外温泉旅游发展迅速，已经有了一定的知名度。